# Страх разлуки (Родина)
«Страх разлуки» (англ. «Separation Anxiety») — премьерный эпизод пятого сезона американского драматического телесериала «Родина», и 49-й во всём сериале. Премьера состоялась на канале Showtime 4 октября 2015 года.

## Сюжет
Кэрри Мэтисон (Клэр Дэйнс), теперь работающей главой охраны в благотворительной компании Düring Foundation, сообщает её босс, Отто Дюринг (Себастьян Кох), что он намеревается отправиться в сирийский лагерь беженцев в Ливане, чтобы обеспечить фонды помощи от нескольких благотворителей. Он даёт Кэрри три дня на подготовку к чрезвычайно опасному путешествию. Кэрри сначала консультируется с шефом станции ЦРУ в Берлине Эллисон Карр (Миранда Отто), запрашивая сведения о текущей ситуации в Ливане, но она опешила, когда Эллисон ничего ей не предлагает, пока Кэрри не отвечает взаимностью с секретной информацией о сделках Düring Foundation. Кэрри уходит и у неё возникает напряжённая стычка с Солом (Мэнди Патинкин), который резко критикует её за то, что она ушла из ЦРУ и работает на «другой стороне».
Два хакера в Берлине взламывают вербующий веб-сайт Исламского государства. Техник ЦРУ в Берлине, проверяющий поток к этому веб-сайту, становится свидетелем пролома и расследует компьютер хакеров, пытаясь опознать его. Хакеры пользуются этой возможностью и контратакуют, получая доступ к сети ЦРУ и получая многие секретные документы. Один из документов утекает к Лоре Саттон (Сара Соколович), журналистке в Düring Foundation. В документе говорится, что немецкая разведка ниспровергала законы о частной жизни своей страны, наняв ЦРУ, чтобы выполнить наблюдение в Германии и доложить информацию джихадах, которые живут там.
Когда немецкие чиновники узнают от Сола и Эллисон, что компьютерная сеть ЦРУ была пробита, они немедленно отзывают программу наблюдения. Сол решает продолжить программу, независимо от немцев, вербуя Куинна (Руперт Френд), чтобы он убивал подтверждённые цели, хотя и без поддержки какого-либо агентства. Куинн с готовностью соглашается.
Кэрри удаётся организовать встречу с командиром Хезболлы Ал-Амином, где она просит безопасного прохода в сирийский лагерь беженцев, который находится под их контролем. Ал-Амин, казалось бы, даёт ей отпор, когда он отмечает прошлое место работы Кэрри в ЦРУ, и оканчивает разговор. Однако, Кэрри получает звонок этой ночью, подтверждающий, что Отто Дюринг теперь является приглашённым гостем Хезболлы.

## Производство
Режиссёром эпизода стала исполнительный продюсер Лесли Линка Глаттер, а сценаристами стали исполнительный продюсер Чип Йоханнссен и соисполнительный продюсер Тед Манн, который присоединился в состав сценаристов в этом сезоне.

## Реакция

### Рецензии
На основе 14 положительных отзывов из 15, эпизод получил рейтинг 93 %, со средним рейтингом 8.2 из 10 на сайте Rotten Tomatoes. Консенсус сайта гласит: «„Родина“ накрывает стол для захватывающего пятого сезона, погрязшего в борьбе реального мира, с „Страхом разлуки“, эпизодом, демонстрирующим как и силу Кэрри, так и её недостатки.»
Прайс Питерсон из «New York Magazine» дал эпизоду 4 звезды из 5, написав, что эпизод хорошо установил новую жизнь Кэрри Мэтисон, добавив: «Выступление Клэр Дэйнс остаётся телевизионным чудом.» Бен Трэверс из «IndieWire» дал эпизоду оценку B+, сказав, что «сценаристы Чип Йоханнссен и Тед Манн, вместе с режиссёром Лесли Линкой Глаттер, отлично справляются с предзнаменованием грядущих роковых событий и иллюстрированием того, где профессионально и эмоционально находится Кэрри.»

### Рейтинги
Во время оригинального показа, эпизод посмотрели 1.66 миллионов зрителей, что стало небольшим ростом по сравнению с премьерой четвёртого сезона. Его совокупная аудитория, сочетающая несколько показов в воскресенье, составляет 2.1 миллион.